# Mao (Ngawa)

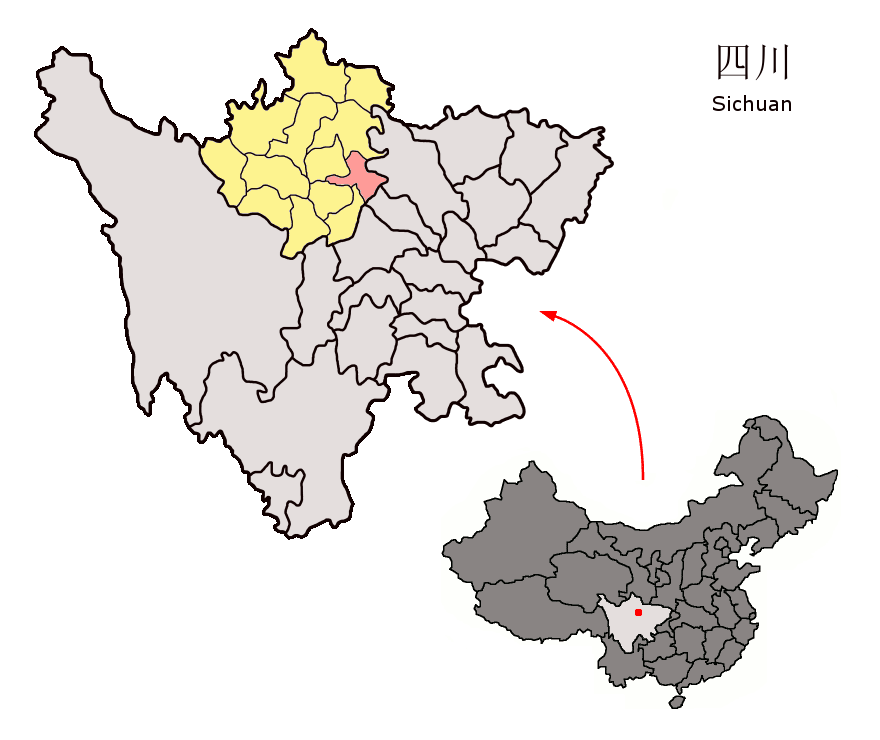
Lage des Kreises Mao innerhalb von Sichuan.

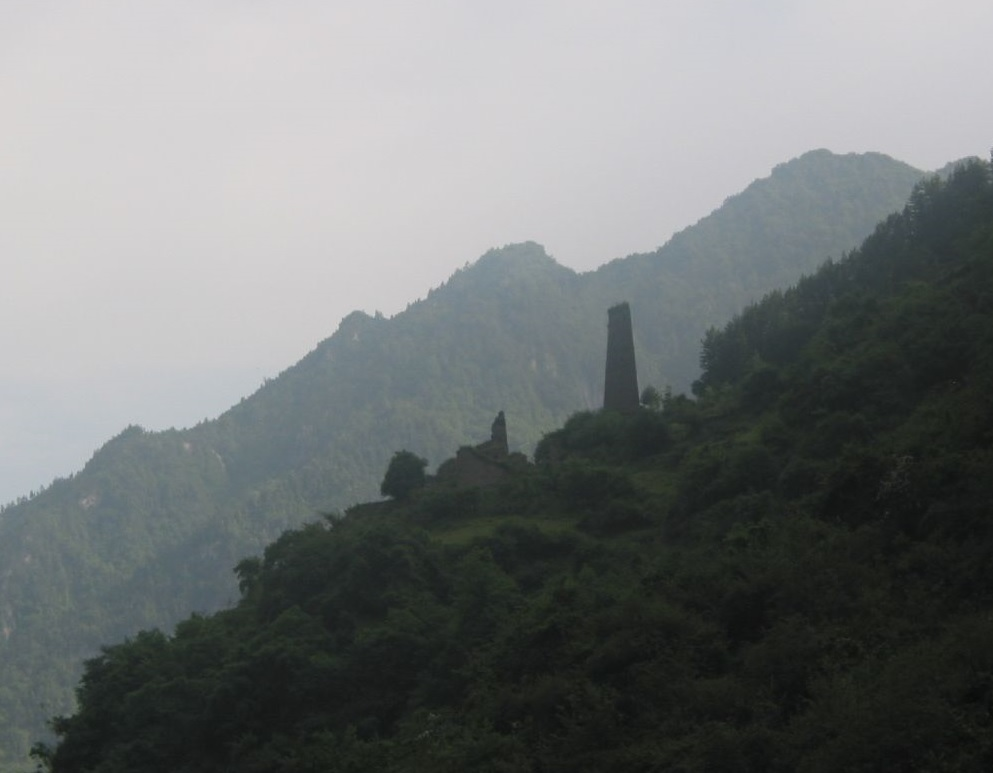
Qiang-Turm im Kreis Mao.

Der Kreis Mao (chinesisch 茂县, Pinyin Mào Xiàn) liegt im Verwaltungsgebiet des Autonomen Bezirks Ngawa der Tibeter und Qiang im Norden der chinesischen Provinz Sichuan, Volksrepublik China. Sein Hauptort ist die Großgemeinde Fengyi (凤仪镇), den Namen erhielt der Kreis vom Berg Maowen Shan (chinesisch 茂湿山).
Die Fläche beträgt 3.722 Quadratkilometer und die Einwohnerzahl 95.361 (Stand: Zensus 2020). 1999 zählte Mao 101.137 Einwohner.
Am Morgen des 24. Juni 2017 wurde das Dorf Xinmo nach einem Bergrutsch von Gesteinsmassen verschüttet, 73 Menschen starben.
Die neolithischen Stätten von Yingpanshan und Jiangweicheng (Yingpan shan he Jiangwei cheng yizhi 营盘山和姜维城遗址) der Yingpanshan-Kultur (营盘山文化) stehen seit 2006 auf der Liste der Denkmäler der Volksrepublik China (6-177).

## Administrative Gliederung
Der Kreis Mao setzt sich aus neun Großgemeinden und 12 Gemeinden zusammen. Diese sind:
- Großgemeinde Fengyi (凤仪镇)
- Großgemeinde Nanxin (南新镇)
- Großgemeinde Diexi (叠溪镇)
- Großgemeinde Guangming (光明镇)
- Großgemeinde Yadu (雅都镇)
- Großgemeinde Fushun (富顺镇)
- Großgemeinde Dongxing (东兴镇)
- Großgemeinde Tumen (土门镇)
- Großgemeinde Taiping (太平镇)

- Gemeinde Weimen (渭门乡)
- Gemeinde Yonghe (永和乡)
- Gemeinde Goukou (沟口乡)
- Gemeinde Heihu (黑虎乡)
- Gemeinde Feihong (飞虹乡)
- Gemeinde Huilong (回龙乡)
- Gemeinde Sanlong (三龙乡)
- Gemeinde Baixi (白溪乡)
- Gemeinde Wadi (洼底乡)
- Gemeinde Shidaguan (石大关乡)
- Gemeinde Songpinggou (松坪沟乡)
- Gemeinde Qugu (曲谷乡)

## Ethnische Gliederung der Bevölkerung (2000)
Beim Zensus im Jahr 2000 hatte der Kreis Mao 103.570 Einwohner.
| Name des Volkes | Einwohner | Anteil  |
| --------------- | --------- | ------- |
| Qiang           | 93.405    | 90,19 % |
| Han             | 6.191     | 5,98 %  |
| Hui             | 2.191     | 2,12 %  |
| Tibeter         | 1.659     | 1,6 %   |
| Yi              | 22        | 0,02 %  |
| Manju           | 21        | 0,02 %  |
| Mongolen        | 12        | 0,01 %  |
| Tujia           | 12        | 0,01 %  |
| Miao            | 11        | 0,01 %  |
| Bouyei          | 9         | 0,01 %  |
| Zhuang          | 7         | 0,01 %  |
| Sonstige        | 30        | 0,03 %  |